# Given Singuluma
Given Singuluma,  né le 19 juillet 1986 à Rufunsa (en) (Zambie), est un footballeur international zambien. 

## Biographie
Singuluma a participé à la Coupe d'Afrique des nations 2010 avec la Zambie.
Singuluma a pris part au CHAN 2009, où il termine meilleur buteur de la compétition avec cinq buts.

## Palmarès

### Clubs
TP Mazembe
- Vainqueur de la Ligue des champions de la CAF en 2009 et 2010
- Vainqueur de la Supercoupe de la CAF en 2010

## Distinctions personnelles
- Meilleur buteur du CHAN 2009 avec 5 buts.

## Avec le TP Mazembe
Given Singuluma, est titulaire lors de la finale de la Coupe du monde des clubs de la FIFA 2010 sur le flanc gauche avec une composition de l'entraineur Lamine N'Diaye de 1-4-5-1. Un match opposant le TP Mazembe de la République Démocratique du Congo au FC Internazionale Milano de l'Italie, ce dernier a vu les Congolais perdre par une note de 0 - 3 en faveur des Italiens, une défaite qui honore l'équipe de Given Singuluma pour cet exploit d'avoir le tout premier club africain d'accéder à la finale de la coupe du monde des clubs de la FIFA en 2010.